# Тарасово (Антушевский сельсовет)
Тарасово — деревня в Белозерском районе Вологодской области.
Входит в состав Антушевского сельского поселения, с точки зрения административно-территориального деления — в Антушевский сельсовет.
Расположена на берегу Кукозера. Расстояние по автодороге до районного центра Белозерска составляет 18 км, до центра муниципального образования села Антушево — 3 км. Ближайшие населённые пункты — Возмозеро, Гришино, Левково.
Население по данным переписи 2002 года — 7 человек.